# Hämatokrit

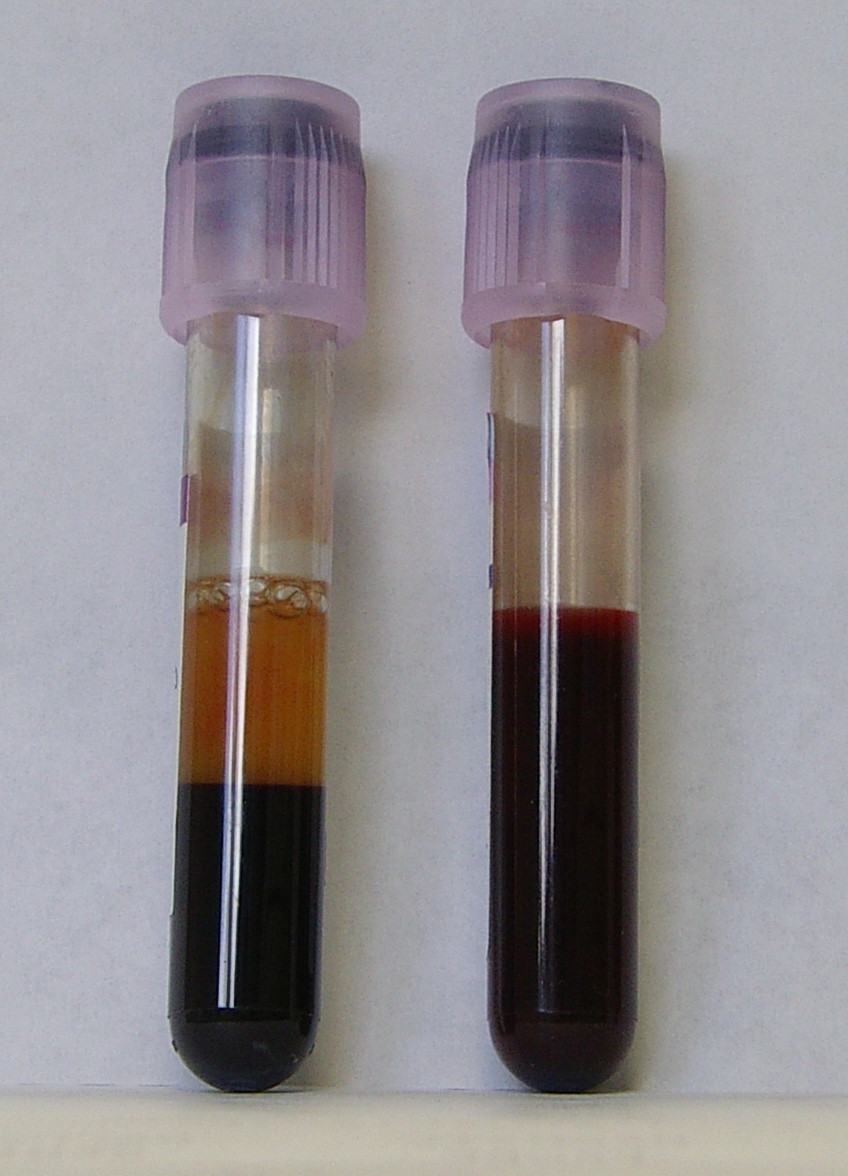
Zwei Blutproben, rechts frisch abgenommen, links mit sedimentierten zellulären Bestandteilen. Dieser Anteil ist der Hämatokrit.

Hämatokrit (Abkürzung: Hct, Hkt oder Hk) bezeichnet den Anteil der zellulären Blutbestandteile am Volumen des Blutes. Da die roten Blutkörperchen (Erythrozyten) physiologisch 99 Prozent des Gesamtvolumens der Blutzellen darstellen, entspricht ihr Anteil am Blutvolumen ungefähr dem Hämatokrit. Je nach Berechnungsmethode und Definition ist er sogar mit diesem identisch. Darüber hinaus kann der Hämatokritwert Aufschluss über den Wasserhaushalt des Patienten geben.
Bestimmt wird der Hämatokrit durch Zentrifugieren einer gerinnungsfreien Blutprobe in einem Röhrchen. Die Gerinnung (Hämostase) des Blutes wird dabei durch Zugabe von EDTA (Ethylendiamintetraacetat) oder Heparin verhindert. Die schwereren Erythrozyten setzen sich vom Plasma ab. Die Höhe der Erythrozytensäule wird im Verhältnis zur gesamten Blutsäule (bestehend aus Erythrozyten, weiteren zellulären Bestandteilen und Plasma) gemessen. Die Grenzen zwischen Erythrozyten, Leukozyten/Thrombozyten und Blutplasma sind mit bloßem Auge erkennbar.

## Normalwerte
Normale Hämatokrit-Werte liegen bei Männern zwischen 42 und 50 Prozent und bei Frauen zwischen 37 und 45 Prozent. Auch nach einer starken Blutung kann der Hämatokrit normal sein, da sowohl Zellen als auch Flüssigkeit verloren gehen.
Bei anderen Wirbeltieren kann der Hämatokrit zwischen 20 und 65 Prozent liegen.
Der optimale Hämatokritwert liegt nach Modellberechnungen aus fluidmechanischer Sicht (die Viskosität einer Flüssigkeit hängt von der Viskosität des Lösungsmittels und dem Volumenanteil ihrer festen Bestandteile ab) bei etwa 40 Prozent. Der normale Hämatokritwert des Menschen und vieler Tierarten scheint also unter diesem Gesichtspunkt optimal zu sein.
Bei Abweichung des Hämatokrit-Werts von den „Normalwerten“ kann auch der Messwert der Blutzuckermessung abweichen.

## Erhöhter Hämatokrit
Ein hoher Hämatokrit zeigt einen hohen Erythrozyten-Anteil (Polyglobulie) oder einen Mangel an Flüssigkeit an (siehe Dehydratation und Exsikkose). Personen mit stark erhöhten Werten ohne direkt erkennbare Ursache werden auch auf Polycythaemia vera untersucht. Es gibt Hinweise, dass ein erhöhter Hämatokrit-Wert mit gleichzeitig hohen Erythrozyten-Anteil auf eine Schlafapnoe rückzuführen ist, da bei dieser – bedingt durch nächtliche Atemaussetzer – die Sauerstoff-Konzentration im Blut stark abfällt.
Maximalwerte können auch durch lange Aufenthalte in großen Höhen (z. B. beim Höhenbergsteigen) zustande kommen und reichen bis über 70 Prozent Hämatokrit. Die Viskosität des Blutes wird hier auf natürlichem Wege durch eine entsprechende Zunahme von gerinnungshemmenden Enzymen auf erträglichem Niveau gehalten (siehe Blutgerinnung und Antikoagulation).
Bei EPO- und Blutdoping bringt jedoch die zunehmende Dickflüssigkeit des Blutes erhebliche gesundheitliche Gefahren mit sich. Daher wurden die Hämatokrit-Grenzwerte bei manchen Sportverbänden (UCI und IAAF) auf 50 Prozent für Männer und 47 Prozent bei Frauen festgelegt, während im Nordischen Skisport durch die FIS etwa 51,5 Prozent für Männer und 47 Prozent für Frauen erlaubt sind, was auf den eigentlich verwendeten Hämoglobin-Grenzwerten von 17,0 bzw. 16,0 g/dl beruht. Dies führt regelmäßig zu Ausschlüssen von Sportlern, die entweder natürlicherweise über einen hohen Hämatokritwert verfügen oder dieser infolge von Belastungen und individuellem Verhalten tagesaktuell stärker schwankt.

## Verringerter Hämatokrit
Akut

Ein niedriger Hämatokritwert spricht für eine Überwässerung des Patienten, beispielsweise nach Ersatz von Blutverlusten durch zellfreie Flüssigkeiten. Da der Blutvolumenverlust wesentlich gefährlicher ist als der Blutverlust an sich – und weil Bluttransfusionen außerhalb von geplanten Operationen nicht immer verfügbar sind – werden Blutverluste zunächst mit Ringerlösung, Volumenersatzmitteln und Blutplasma behandelt. Notfallpatienten überleben für kurze Zeit sehr tiefe Hämatokritwerte, in Einzelfällen sogar mit Hämatokritwerten von weniger als 5 Prozent.
Von 300 Patienten, die Bluttransfusionen ablehnten (unter anderem Zeugen Jehovas), starb innerhalb von 30 Tagen nach einer Operation keiner, wenn der Hämoglobinwert nach der Operation 7,1 bis 8 g/dL betrug. (7,1 g/dL entsprechen je nach Geschlecht 53 bzw. 60 Prozent des normalen Hämoglobin- und Hämatokrit-Wertes.) Bei postoperativen Hämoglobinwerten zwischen 4,1 und 5 g/dL betrug die Sterberate 34,4 Prozent.
Chronisch

Ein zu tiefer Hämatokrit kann auch auf einen (nicht plötzlichen) Verlust beziehungsweise verminderte Bildung von Erythrozyten hinweisen, also auf eine Anämie.
Sport

Durch sportliche Belastungen kann der Hämatokritwert kurzzeitig signifikant ansteigen, was auf den Wasserverlust zurückzuführen ist. Beim Ausdauertraining wird der Hämatokrit jedoch langfristig leicht gesenkt, weil das Blutvolumen stärker ansteigt als die Zahl der roten Blutzellen. Dies führt auch zu einer verringerten Viskosität (Zähflüssigkeit) des Blutes und verringert den Arbeitsbedarf des Herzens, weil das Blut in den Arterien weniger Reibungswiderstand erfährt. Durch den größeren Anteil an Blutplasma ist zudem die Flüssigkeitsreserve, die dem Körper zur Kühlung zur Verfügung steht, ebenfalls erhöht. Der Sportler kann also mehr und länger schwitzen, bevor eine Leistungseinbuße eintritt.